# Ješovec pri Kozjem
Ješovec pri Kozjem is een plaats in Slovenië en maakt deel uit van de gemeente Kozje in de NUTS-3-regio Savinjska. De plaats telde 124 inwoners op 1 januari 2020.